# Университетско издателство „Епископ Константин Преславски“
Университетско издателство „Епископ Константин Преславски“ е българско университетско книгоиздателство, създадено през 1993 г. заедно с прерастването на Висшия педагогически институт в Шуменски университет „Епископ Константин Преславски“. То е на бюджетна издръжка с партида в банковата сметка на Шуменския университет. Предмет на дейност на Университетското издателство е издаването на учебници и учебни помагала, на научни монографии и сборници, както и на „Годишника на ШУ“.
Издателството притежава издателски идентификатор № 577 от Националната агенция за международен стандартен книжен номер.